# Otto Gehlig

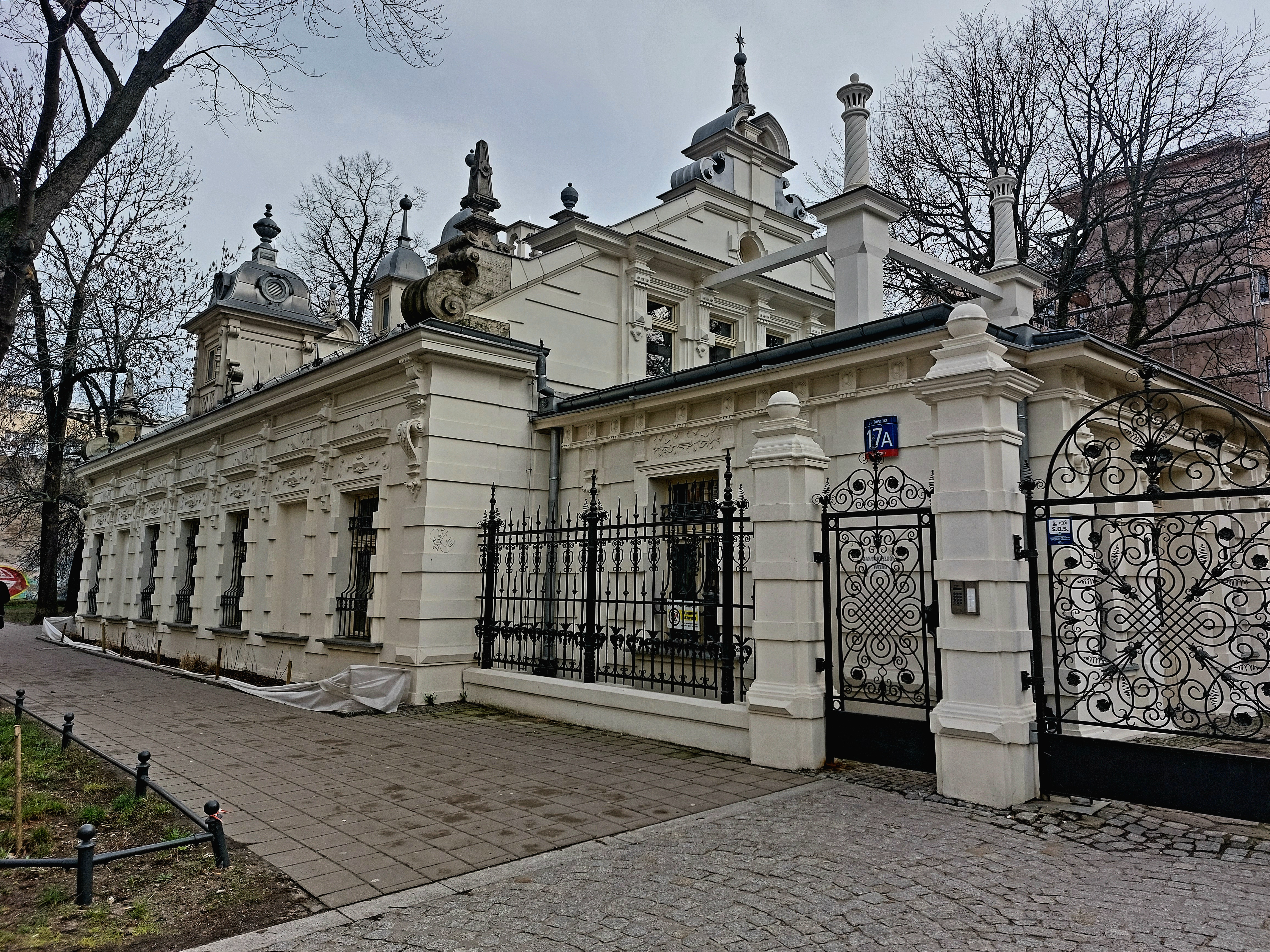
Dom Otto Gehliga przy ul. Przejazd 15/17 (obecnie Tuwima), stan na 2024.

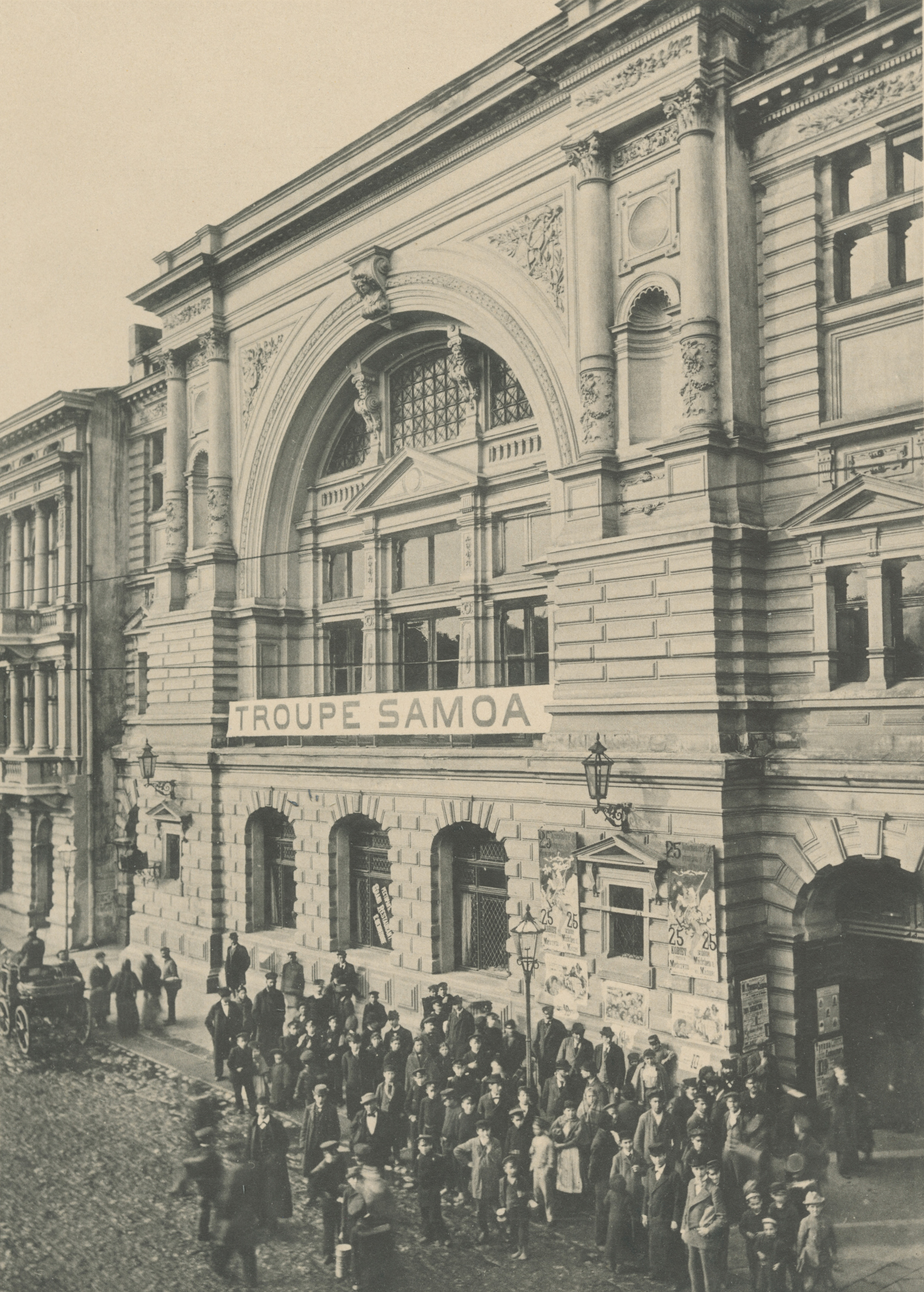
Sala Koncertowa Ignacego Vogla, tzw. Conzerthaus (późniejsza Filharmonia Łódzka im. Artura Rubinsteina)

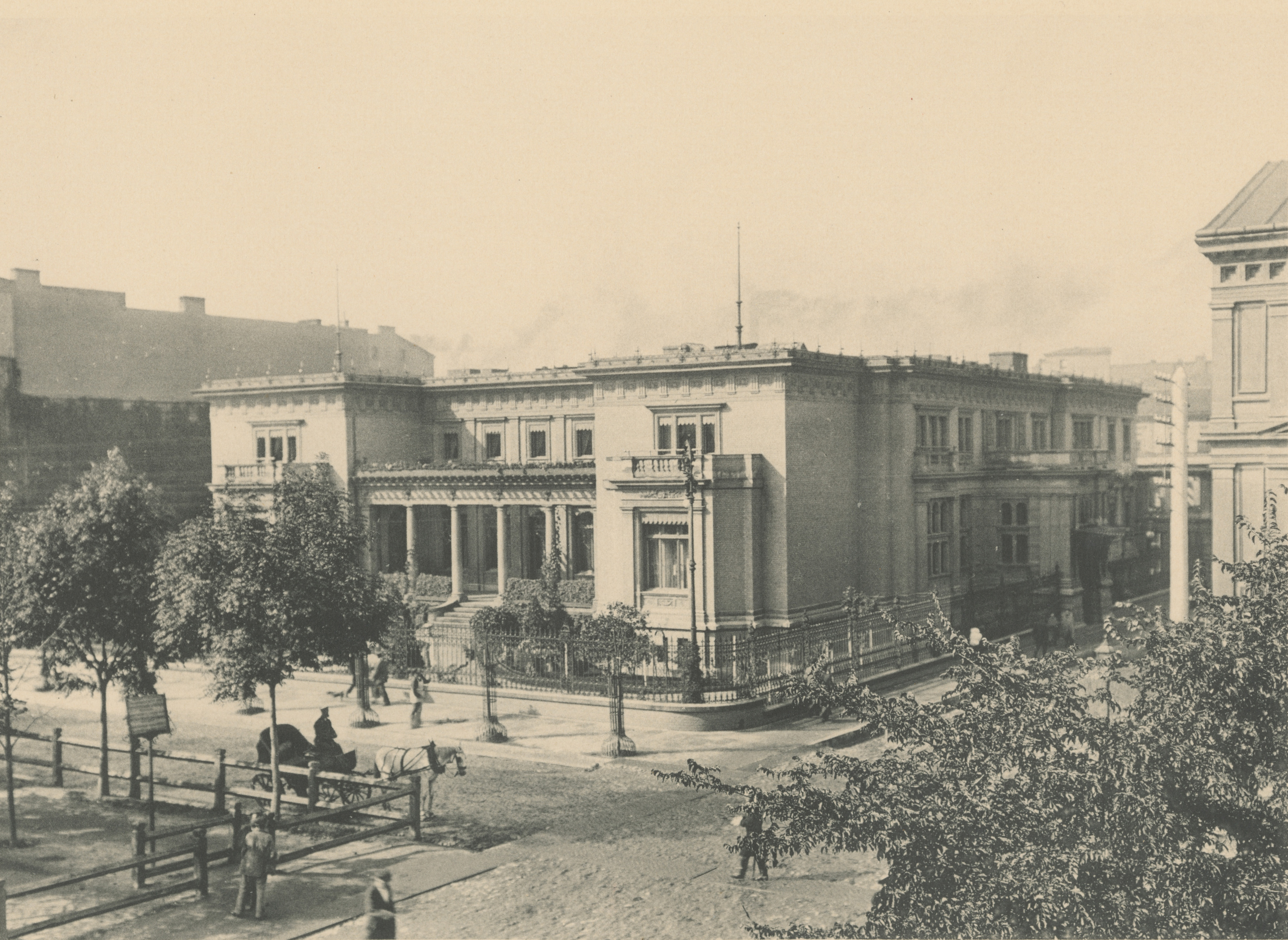
Pałac Juliusza Kunitzera przy ul. Spacerowej

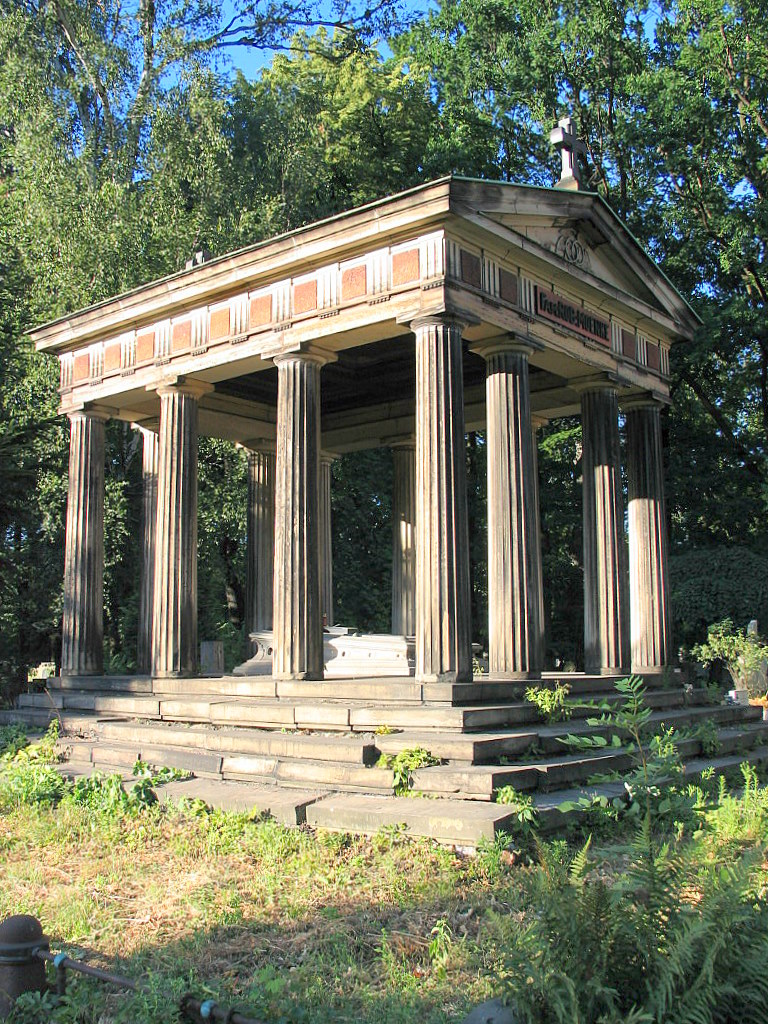
Grobowiec małżonków Moenke na Starym Cmentarzu w Łodzi

Otto Gehlig (ur. 21 grudnia 1849 w Rawiczu, zm. 27 maja 1917 w Łodzi) – niemiecki architekt bez formalnego wykształcenia, działający na terenie Łodzi.

## Życiorys
Szkołę realną kończył w rodzinnym Rawiczu, następnie pracował we Wrocławiu. Stąd, w 1877 roku, przybył do Łodzi ściągnięty przez fabrykanta Juliusza Heinzla (z jego córką Pauliną wziął ślub w 1882).
Pracował z początku jako majster ciesielski i murarski. Własny dom wraz z tartakiem i stolarnią zbudował przy ul. Przejazd 15/17 (ob. J. Tuwima). Nie miał formalnego wykształcenia, nie był też obywatelem rosyjskim. Prezentował swoje realizacje na Wystawie Przemysłowej w łódzkim Helenowie w 1895. Z czasem jego firma budowlana stała się jedną z głównych na łódzkim rynku przed I wojną światową. Z racji powiązań rodzinnych z Heinzlem był realizatorem jego zamysłów budowlanych.
Na początku lat dziewięćdziesiątych zatrudnił architekta Piotra Brukalskiego, który posiadał odpowiednie uprawnienia i mógł podpisywać projekty opracowane w jego przedsiębiorstwie. W 1898 odnieśli sukces zdobywając I nagrodę w konkursie na gmach Towarzystwa Ubezpieczeniowego „Rossija” w Warszawie, zrealizowany w latach 1898–1900 przez Władysława Marconiego.
W 1904 zabudowania przedsiębiorstwa Gehliga strawił wielki pożar; w czasie jego gaszenia zginęło ośmiu strażaków. Około 1910 firma zaprzestała działalności.

## Wybrane realizacje
- 1879–1880: dom dla robotników zakładów Heinzla przy ul. Przejazd (obecnie ul. J. Tuwima 23/25)
- ok. 1880: pałac Juliusza Heinzla przy ul. Piotrkowskiej 104
- 1882: budynek teatru „Thalia” (po pożarze w 1921 r. przekształcony w kino – obecnie kino „Bałtyk”)
- 1883: dom własny przy ul. Przejazd (obecnie J. Tuwima 17)
- 1885–1890: pałac Juliusza Heinzla na Julianowie (nie istnieje – zniszczony podczas II wojny światowej)
- 1886:
  - Sala Koncertowa Ignacego Vogla, tzw. Konzerthaus (późniejsza filharmonia, zburzona w 1999)
  - grobowiec małżonków Moenke na Starym Cmentarzu Ewangelicko-Augsburskim przy ul. Ogrodowej, mający kształt miniatury greckiej świątyni
- 1889–1891: gruntowna przebudowa kościoła ewangelicko-augsburskiego pw. św. Trójcy przy Nowym Rynku (obecnie kościół katolicki Zesłania Ducha Św. przy pl. Wolności)
- 1891: willa Juliusz Kunitzera przy ul. Spacerowej 8 (ob. al. T. Kościuszki), róg św. Benedykta (ob. 6 Sierpnia; rozebrany w 1910 r.)
- 1894–1896: przytułek dla starców i kalek Chrześcijańskiego Towarzystwa Dobroczynności przy ul. Dzielnej (obecnie ul. Narutowicza; siedziba Collegium Anatomicum Uniwersytetu Medycznego)
- 1899–1904: grobowiec-mauzoleum Heinzlów na Starym Cmentarzu Rzymsko-Katolickim na ul. Ogrodowej (według projektu Franza Schwechtena)

Sam mieszkał w niedużym, parterowym domu o formie nawiązującej do manieryzmu, przy obecnej ul. J. Tuwima. Począwszy od początku lat 90. XX w. budynek zaczął popadać w coraz większą ruinę, jakkolwiek został objęty ścisłą ochroną konserwatorską (rzadki w Łodzi przykład neo-manieryzmu). Ostatecznie, na mocy umowy ze wspólnotą mieszkaniową, do której częściowo należał, został przejęty w połowie 2014 r. przez miasto z przeznaczeniem do gruntownej rewitalizacji.